# Сумін (Вармінсько-Мазурське воєводство)
Сумін (пол. Sumin, нім. Summin) — село в Польщі, у гміні Біскупець Новомейського повіту Вармінсько-Мазурського воєводства.
Населення — 167 осіб (2011).
У 1975-1998 роках село належало до Торунського воєводства.

## Демографія
Демографічна структура станом на 31 березня 2011 року:
|          | Загалом | Допрацездатний вік | Працездатний вік | Постпрацездатний вік |
| -------- | ------- | ------------------ | ---------------- | -------------------- |
| Чоловіки | 83      | 26                 | 54               | 3                    |
| Жінки    | 84      | 19                 | 43               | 22                   |
| Разом    | 167     | 45                 | 97               | 25                   |